# Les AuCoin

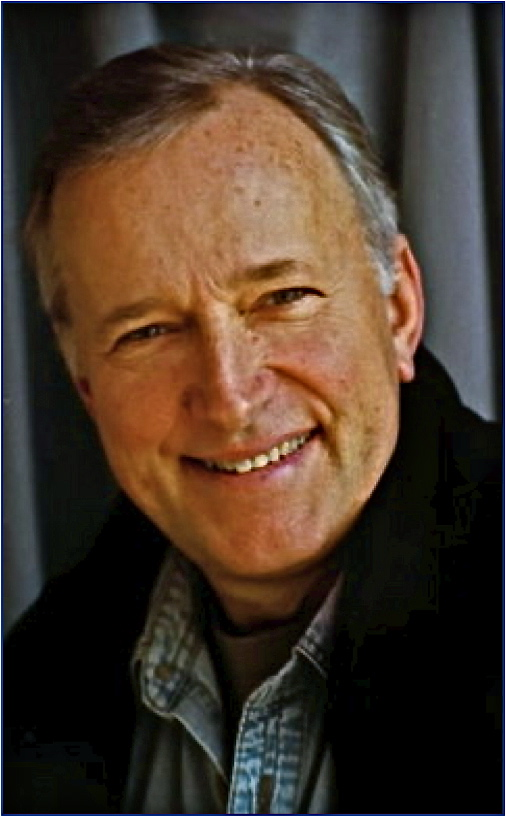
Les AuCoin

Les AuCoin (* 21. Oktober 1942 in Portland, Oregon) ist ein US-amerikanischer Politiker der Demokratischen Partei.

## Leben
AuCoin begann 1960 ein Bachelor-Studium an der Portland State University, wechselte nach wenigen Monaten an die Pacific University in Forest Grove, brach das Studium jedoch 1961 ab und trat als Freiwilliger in die US Army ein. Er diente bis 1964. Nach seiner Militärdienstzeit kehrte er an die Pacific University zurück, wo er 1969 den Bachelor-Grad in Journalismus erwarb.

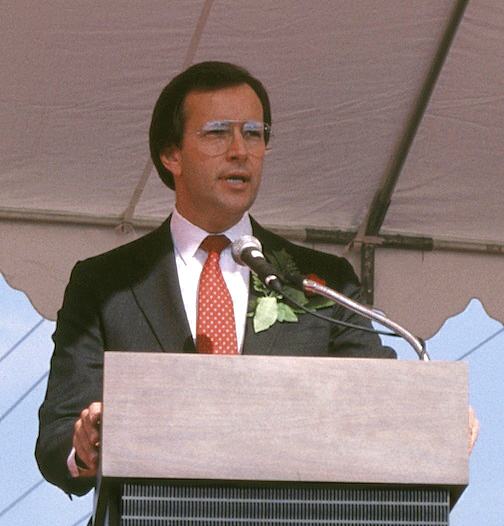
Les AuCoin 1986

Aus seiner 1964 geschlossenen Ehe mit Susan Swearingen gingen zwei Kinder, darunter der Schauspieler Kelly AuCoin, hervor.

## Abgeordneter
Von 1971 bis 1974 gehörte er dem Repräsentantenhaus von Oregon an, in dem er 1973 und 1974 als Fraktionsvorsitzender der Demokraten fungierte.
Im November 1974 wurde AuCoin in den Kongress gewählt und er vertrat dort vom 3. Januar 1975 bis zum 3. Januar 1993 den Bundesstaat Oregon im US-Repräsentantenhaus. Les AuCoin war damit der erste demokratische Kongressabgeordnete für Oregons 1. Kongresswahlbezirk.
Bei den Wahlen 1992 kandidierte er nicht mehr für einen Sitz im Repräsentantenhaus, sondern versuchte, in den US-Senat gewählt zu werden. Er unterlag jedoch seinem Kontrahenten, dem republikanischen Amtsinhaber Bob Packwood.